# بالطو (مسلسل)
بالطو هو مسلسل تلفزيوني مصري عُرض في عام 2023م عبر منصة واتش إت، من بطولة عصام عمر ومحمود البزاوي وعارفة عبد الرسول ومحمد محمود ومريم الجندي وسلافة غانم، المسلسل مأخوذ عن رواية بعنوان "بالطو وفانلة وتاب" من تأليف أحمد عاطف فياض و إخراج عمر المهندس.

## قصة المسلسل
تدور أحداث المسلسل في إطار كوميدي، عن "عاطف" الطبيب الشاب حديث التخرج والذي يتم تكليفه في وحدة صحية في إحدى القرى بكفر الشيخ، إلا أنه يحاول جاهدًا تغيير مكان عمله، خاصة وأنه من سكان القاهرة، ثم يجد نفسه فجأة أصبح مديراً للوحدة الصحية ومسؤولاً فيها عن كل شيء.

## طاقم التمثيل
- عصام عمر: (عاطف كمال)
- محمود البزاوي: (الشيخ مرزوق)
- عارفة عبد الرسول: (مس كوثر)
- محمد محمود: (عبد البديع الطرشوخي)
- مريم الجندي: (دكتورة هاجر)
- سلافة غانم: (حلمية)
- محمود حافظ: (دكتور سمير)
- محمد رضوان: (كمال - والد عاطف)
- خالد الصاوي: (مدير الوحدة الصحية - ضيف شرف)
- محمد لطفي: (ضابط شرطة - ضيف شرف)
- سامي مغاوري: (محمود الضبع - ضيف شرف)
- مصطفى أبو سريع: (وائل - ضيف شرف)
- سلوى خطاب: (مفتشة هيئة الرقابة الإدارية - ضيفة شرف)
- دنيا سامي: (ألفت)
- ميرنا زكري: (دكتورة آلاء)
- رضا إدريس: (مدحت)
- محمد السويسي: (رمضان)

## فريق العمل
- إخراج: عمر المهندس
- تأليف: أحمد عاطف فياض
- مدير التصوير: شريف جلال
- مونتاج: كمال الملاخ
- موسيقى تصويرية: محمد أبو ذكري

## وصلات خارجية
- بالطو على موقع قاعدة بيانات الأفلام العربية